# Wallisellen
Wallisellen je město v kantonu Curych ve Švýcarsku. Nachází se v blízkosti největšího švýcarského města, Curychu, do jehož aglomerace také patří. Žije zde přibližně 16 tisíc obyvatel.

## Geografie
Wallisellen se nachází v nadmořské výšce 431 metrů nad mořem na mírném jižním svahu. Nejvyšším bodem obce je vrch Tambel ve výšce 490 metrů. Obec má od roku 1965 více než 10 000 obyvatel, takže se ze statistického hlediska jedná o město. Od 1. července 2022 je Wallisellen také oficiálně městem a je součástí curyšské aglomerace. Na jihozápadě sousedí s městem Curych, na severu s Opfikonem a Klotenem, na východě s Dietlikonem a na jihu s Dübendorfem.

## Historie

Letecký pohled (1935)

První známé osídlení v oblasti města se datuje do roku 58 př. n. l. Obec Wallisellen však vznikla až mezi lety 400 a 700 n. l., po stěhování národů. Podle výkladů bádání o názvu je Wallisellen zkratkou dvou částí „Walchen“ a „Seller“. Germáni označovali své keltské a románské sousedy jako „Walchen“ (podobně jako např. jezero Walensee). Slovo „Seller“ označuje přistěhovalé zemědělce, jako rozdíl od dlouhodobě usazených zemědělců, kteří zpravidla hospodařili na malé, skromné usedlosti. Název se vykládá tak, že Frankové nebo Alamani dali jméno „Wallisellen“ malé zemědělské osadě, kterou osídlili nebo alespoň založili přistěhovalí Keltové nebo Římané.
Po otevření trati NOB Curych-Wallisellen-Winterthur 25. června 1856 byl Wallisellen a jeho nádraží napojeno na švýcarskou železniční síť. V roce 1916 byla dříve samostatná obec Rieden připojena k obci Wallisellen. Důvodem byl především tlak první světové války a s ním spojená potřeba optimalizace všech úřadů. V meziválečných letech se Wallisellen vyvinul z vesnice v příměstskou obec, ale městem se stal až v roce 2022.
Během druhé světové války se ve Wallisellenu uskutečnil rozsáhlý program pěstování plodin pro potravinovou soběstačnost Švýcarska, známý jako Plán Wahlen. V roce 1958 byl postaven kostel sv. Antonína.
Po roce 1950 se vedle stávajícího průmyslu rozvíjelo stále rostoucí hospodářství služeb, které dosáhlo svého vrcholu v 80. letech 20. století výstavbou a rozšířením nákupního centra Glatt, největšího ve Švýcarsku. Pro zástavbu a obytné čtvrti ubyly velké plochy obdělávané půdy; na východě je už patrný značný nedostatek prostoru pro další růst; na severozápadě už je téměř propojena zástavba Wallisellenu a Opfikonu. V roce 2014 byla dokončena výstavba nové čtvrti Richti na bývalém průmyslovém pustém území mezi nádražím Wallisellen a nákupním centrem Glatt.

## Obyvatelstvo
| Rok            | 634 | 1762 | 1850 | 1900 | 1950 | 1965   | 2000   | 2005   | 2010   | 2015   | 2020   | 2022   |
| Počet obyvatel | 271 | 531  | 911  | 1379 | 5202 | 10 072 | 11 637 | 12 367 | 13 616 | 15 603 | 17 171 | 17 277 |

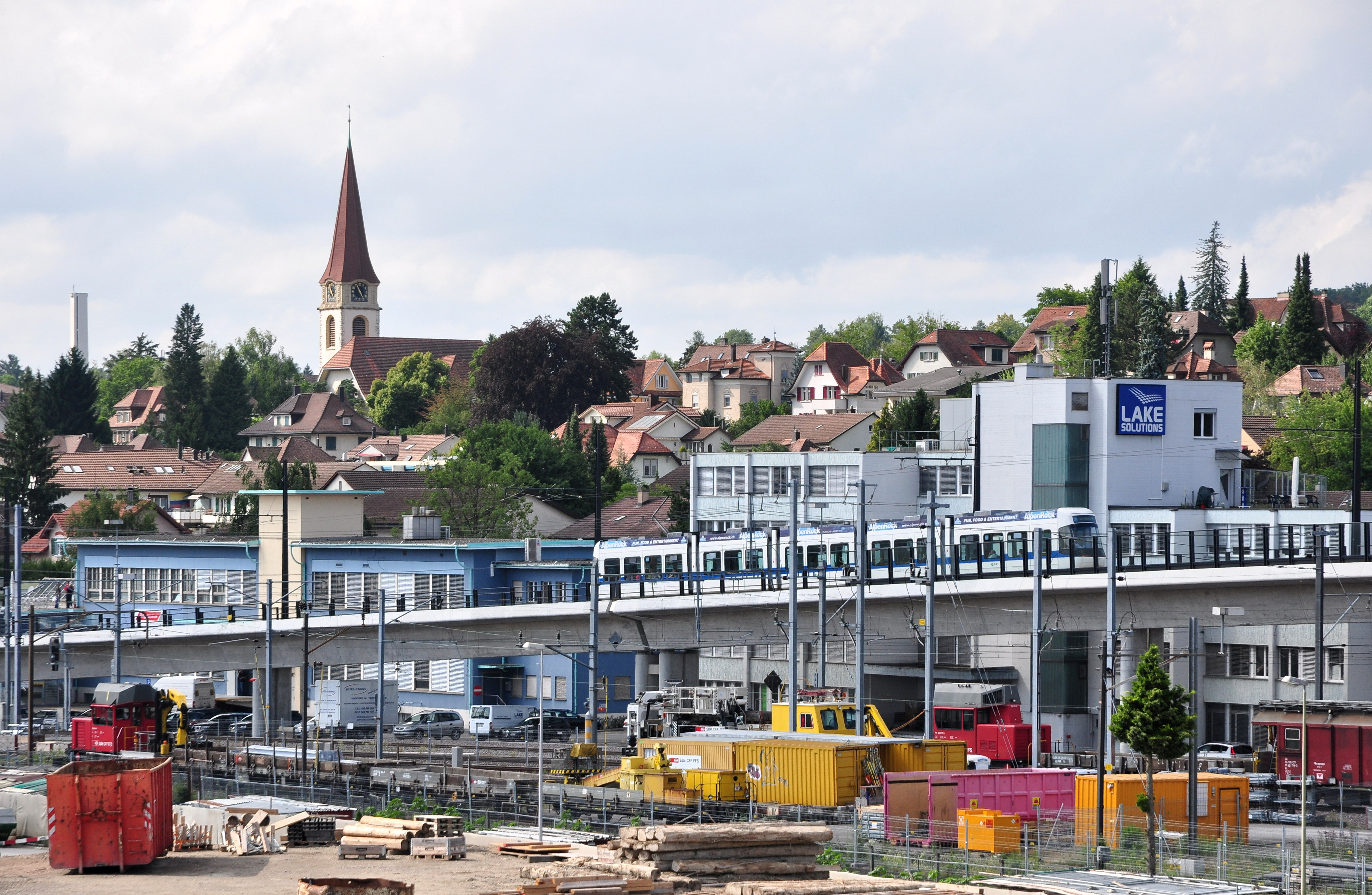
Centrum města

V roce 2023 činil podíl cizinců 31,77 %.

## Hospodářství
Wallisellen je atraktivní lokalitou pro firmy a podniky díky veřejné dopravě a dobrému dálničnímu spojení. Ve Wallisellenu mají svá švýcarská sídla různé mezinárodní společnosti, například Microsoft, Cisco, Ford Motor Company, UPC Schweiz a NCR. Přesto se ve Wallisellenu stále nachází tři zemědělské podniky. Známé společnosti jako Katadyn, Integra Signum a Chocolat Halba historicky vznikly a vyrostly ve Wallisellenu. Stará budova hotelu „Linde“ na nádraží padla spolu s několika novými budovami za oběť kompletní přestavbě nádraží Wallisellen, které spojuje nádraží s nově vybudovanou tratí Glattalbahn. Jediným hostincem ve Wallisellenu tak zůstal hotel „Belair“. V listopadu 2013 Allianz Suisse přestěhovala své dosavadní administrativní kanceláře do nového sídla v areálu Richti ve Wallisellenu. Reishauer je strojírenská společnost se sídlem ve Wallisellenu.

## Doprava

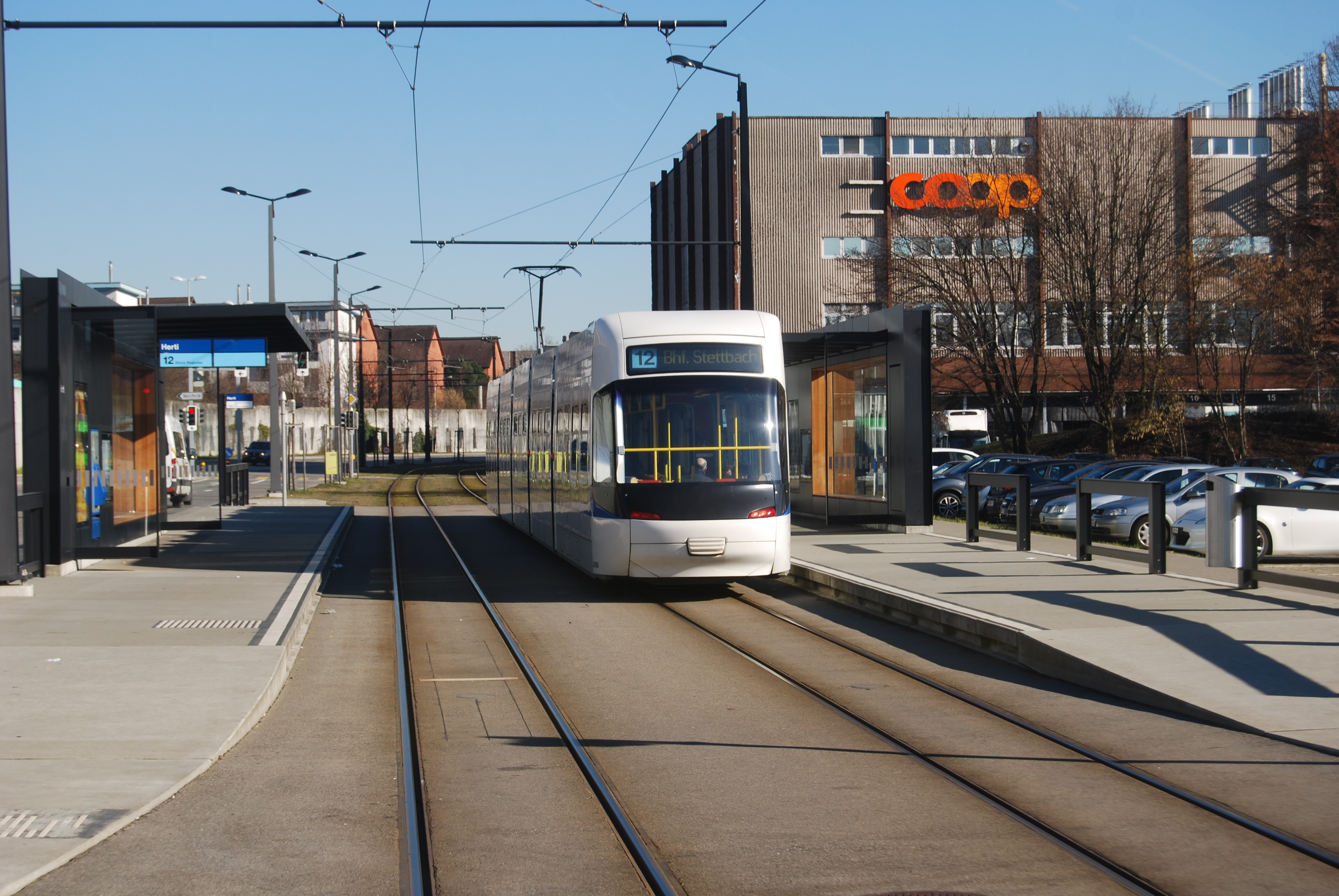
Dráha Glattalbahn ve Wallisellenu

Vzhledem k tomu, že se Wallisellen nachází v těsné blízkosti Curychu, je napojen na síť vlakových spojů S-Bahn Zürich několika linkami, které jej obsluhují v pravidelných intervalech.
Městem prochází také úzkorozchodná dráha Glattalbahn, spojující curyšskou čtvrť Oerlikon s curyšským letištěm, Optikonem a Stettbachem.

## Osobnosti
- Kurt Wüthrich (* 1938), chemik a nositel Nobelovy ceny za chemii
- Pius Suter (* 1996), hokejista

## Partnerské obce
- Rolle, Švýcarsko
- sponzorované obce: Fanas, Portein, Scheid, Charmoille, Aurigeno (nyní součást obce Maggia)